# Mamertinos

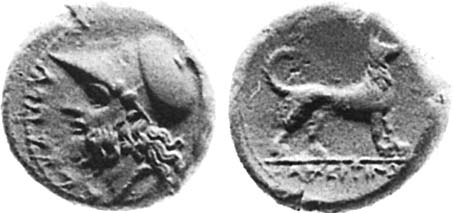
Moneda mamertina en la que están representados el dios Adranos en el anverso y un perro en el reverso

Los mamertinos (en osco, mamertini, hijos de Marte) fueron mercenarios de origen itálico contratados en Campania, su lugar de origen, por Agatocles, tirano de Siracusa. Cuando este murió en 289 a. C., muchos de estos mercenarios quedaron ociosos y desempleados en Sicilia. La mayoría de ellos regresó a su hogar, pero algunos permanecieron en la isla y desempeñaron un papel principal en la preparación de la primera guerra púnica.

## Captura de Mesana
La entonces pequeña banda de renegados dieron con el asentamiento amurallado griego de Mesana (actual Mesina). Mesana era un punto estratégico, construido en el extremo nororiental de Sicilia, y lugar de paso con el continente junto con Regio. Siendo un pueblo pacífico, sus habitantes permitieron a los mercenarios entrar a sus casas. Tras un tiempo, se impacientaron y tramaron capturar la ciudad. Una noche, traicionaron a sus anfitriones y mataron por sorpresa a la mayoría de la población, reclamando de esta forma la ciudad para sí. Los mesinenses supervivientes fueron desterrados y las propiedades y mujeres repartidas. Tras su victoria, los mercenarios se llamaron a sí mismos mamertinos en honor a Mamers, equivalente osco de Marte, dios de la guerra.

## Dominio mamertino del noreste de Sicilia
Los mamertinos mantuvieron la ciudad de Mesana durante unos veinte años. La ciudad se convirtió en una base desde donde hacían incursiones en los territorios de otras ciudades y llegaron a someter al pago de tributos a buena parte de Sicilia. Durante este período acuñaron moneda con su nombre e imágenes de sus dioses. Empezaron a adentrarse cada vez más en la isla, llegando a devastar ciudades como Camarina y Gela.
Entre las acciones que llevó a cabo Pirro en su campaña de Sicilia entre 278-276 a. C. estuvo el combate contra los mamertinos, por los abusos que cometían contra los griegos de Sicilia. Pirro los derrotó en batalla y asoló algunas de sus fortalezas. Sin embargo, en esa misma campaña muchas ciudades de Sicilia acabaron cambiando de bando debido al trato despótico que Pirro les dispensó. Así, algunas de esas ciudades pidieron ayuda a los cartagineses y otras a los mamertinos. Cuando, a causa de estas hostilidades, Pirro tuvo que abandonar Sicilia, los mamertinos causaron graves daños a su ejército.

## Declive de los mamertinos
Hacia 270 a. C., los excesos de los mamertinos atrajeron la atención de Siracusa, gracias a los refugiados de los asentamientos saqueados. Hierón II de Siracusa comenzó a reunir un ejército de ciudadanos para librarse de los agitadores y rescatar a sus conciudadanos griegos.
Hierón se enfrentó con los mamertinos cuando estaban cerca de Centóripa. Desfilando con sus tropas, envió primero a sus indisciplinados mercenarios por delante, permitiendo que fuesen masacrados por los mamertinos. Habiéndose librado de la parte desleal de su ejército, Hierón marchó con su ejército de ciudadanos de vuelta a la ciudad, donde les instruyó para que supieran luchar mejor y contrató nuevos mercenarios. Guiando a su leal ejército al norte, volvió a encontrar a los mamertinos en el río Longano, en la llanura de Milas, donde les derrotó con facilidad, pues no estaban acostumbrados a las grandes batallas campales y se habían vuelto imprudentes tras la derrota de los mercenarios de Hierón. En la batalla, este capturó a los líderes mamertinos, huyendo los restantes de vuelta a la seguridad de Mesana. Hierón había restringido la actividad de los mamertinos, poniéndoles en una situación grave.
Cuando Hierón regresó para sitiar su base (Mesana) en 265 a. C., los mamertinos pidieron ayuda a una  cercana flota cartaginesa, que ocupó la bahía de la ciudad. Al ver esto, las fuerzas de Siracusa se retiraron, no queriendo confrontarse con las fuerzas cartaginesas. Incómodos por estar bajo la protección de Cartago, los mamertinos apelaron entonces a Roma para que les permitiese quedar bajo la protección del pueblo romano. Al principio, los romanos no quisieron acudir a auxiliar a los soldados que habían robado injustamente la ciudad a sus legítimos dueños. Sin embargo, no queriendo ver la expansión del poder cartaginés por Sicilia, al estar demasiado cerca de Italia, Roma respondió firmando una alianza con los mamertinos. Tras este desarrollo de los acontecimientos Siracusa decidió aliarse con Cartago y volver a atacar Mesana, aunque no tuvo éxito, dado que una expedición de Roma bajo el mando de Apio Claudio había conseguido llegar a la ciudad para ayudar a su defensa. Con Roma y Cartago envueltas en el conflicto, el conflicto con los mamertinos desembocó en la primera guerra púnica.

## Legado de los mamertinos
Tras la primera guerra púnica, los mamertinos se pierden en la historia, si bien su nombre no fue olvidado del todo en el mundo antiguo, conociéndose un vino mamertino procedente del extremo nororiental de Sicilia que se consumía en el siglo I. Fue el favorito de Julio César, siendo él quien lo hizo popular tras servirlo en un banquete para celebrar su tercer consulado.
Siglos después de la ocupación mamertina, los habitantes de Mesana seguían llamándose mamertinos.
Gustave Flaubert escribe en la novela Salammbô que los griegos cantaban la vieja canción de los mamertinos: «Con mi lanza y espada aro y cosecho, ¡soy el señor de la casa! El desarmado cae a mis pies y me llama Señor y Gran Rey».